# Chu An Vương
Chu An Vương (chữ Hán: 周安王; trị vì: 401 TCN - 376 TCN), tên thật là Cơ Kiêu (姬驕), là vị vua thứ 33 của nhà Chu trong lịch sử Trung Quốc.
Ông là con trai của Chu Uy Liệt Vương – vua thứ 32 nhà Chu.
Năm 386 TCN, Chu An vương công nhận Điền thị cai trị nước Tề, sử gọi là Họ Điền thay Tề (田氏代齊).
Sử ký không ghi chép các sự kiện xảy ra dưới thời Chu An vương ở ngôi.
Năm 376 TCN, Chu An vương qua đời. Ông ở ngôi 25 năm. Con ông là Cơ Hỷ lên nối ngôi, tức là Chu Liệt Vương.